# روب كون
روب كون هو لاعب هوكي جليد كندي، ولد في 3 سبتمبر 1968 في كالغاري في كندا.

## وصلات خارجية
- روب كون على موقع دوري الهوكي الوطني (الإنجليزية)
- روب كون على موقع قاعة مشاهير الهوكي (لاعب أن.إتش.أل) (الإنجليزية)
- روب كون على موقع EliteProspects.com (الإنجليزية)
- روب كون على موقع HockeyDB.com (الإنجليزية)
- روب كون على موقع Hockey-Reference.com (الإنجليزية)